# Campeonato Brasiliense 1977
In 1977 werd het negentiende Campeonato Brasiliense gespeeld voor clubs uit het Federaal District, waartoe de hoofdstad Brasilia behoort. De competitie, ook wel Candangão genaamd, werd georganiseerd door de FBF en werd gespeeld van 4 juni tot 12 oktober. Brasíliaa werd kampioen.

## Eerste toernooi
| Plaats | Club                   | Wed. | W  | G | V | Saldo | Ptn. |
| ------ | ---------------------- | ---- | -- | - | - | ----- | ---- |
| 1.     | Brasília               | 10   | 10 | 0 | 0 | 17:2  | 20   |
| 2.     | Taguatinga             | 10   | 3  | 4 | 3 | 8:13  | 10   |
| 3.     | Desportiva Bandeirante | 10   | 4  | 1 | 5 | 9:14  | 9    |
| 4.     | Canarinho              | 10   | 3  | 3 | 4 | 17:16 | 9    |
| 5.     | Gama                   | 10   | 3  | 1 | 6 | 8:16  | 7    |
| 6      | Grêmio Brasiliense     | 10   | 2  | 1 | 7 | 7:18  | 5    |

|  | Geplaatst voor tweede toernooi |

## Tweede toernooi
| Plaats | Club                   | Wed. | W | G | V | Saldo | Ptn. |
| ------ | ---------------------- | ---- | - | - | - | ----- | ---- |
| 1.     | Brasília               | 3    | 2 | 1 | 0 | 7:2   | 6    |
| 2.     | Desportiva Bandeirante | 3    | 1 | 2 | 0 | 4:3   | 4    |
| 3.     | Taguatinga             | 3    | 1 | 1 | 1 | 3:4   | 3    |
| 4.     | Canarinho              | 3    | 0 | 0 | 3 | 1:6   | 0    |

|  | Kampioen |

### Kampioen
| Campeonato Brasiliense de 1977 |
| Federaal District              |
| ------------------------------ |
| BRASÍLIA Kampioen (2° titel)   |